# Wygon (Poborszów)
Wygon – dawny przysiółek wsi Poborszów w Polsce położony w województwie opolskim, w powiecie kędzierzyńsko-kozielskim, w gminie Reńska Wieś. Miejscowość zniesiona 1 stycznia 2017.